# Plasmafysik
Plasmafysik är den gren av fysiken som studerar plasman, alltså gaser av elektriskt laddade partiklar. Plasmafysik kan vara såväl experimentell som teoretisk, och experiment kan ske i laboratorier eller i rymdplasma. Viktiga tillämpningar av plasmafysik finns inom fusionsforskning, rymdfysik och astrofysik.

## Beskrivningar av plasma
En detaljerad beskrivning av plasmat blir komplicerad på grund av kopplingen mellan de laddade partiklarna som utgör plasmat och de elektromagnetiska fält som de båda påverkas av och själva påverkar. Flera olika teoretiska beskrivningar används därför. Plasmafysiken behandlar vanligtvis klassiska plasman, alltså plasman där kvanteffekter inte är viktiga. Däremot kan effekter av speciell och allmän relativitetsteori ibland behöva vägas in, speciellt för plasma runt extrema astrofysikaliska objekt som neutronstjärnor och svarta hål.

### Partikelrörelse
Plasmats fysik bestäms då i grunden av (1) hur partiklarna (elektroner och joner) rör sig i elektromagnetiska fält enligt den klassiska mekanikens rörelselagar, och (2) hur de laddade partiklarnas läge och rörelse ger upphov till elektromagnetiska fält enligt Maxwells ekvationer. Man kan alltså tycka att plasmafysik skulle kunna reduceras till det samtidiga lösandet av (1) och (2), men detta ger upphov till en stor mängd ekvationer, proportionell mot antalet partiklar i gasen. I datorsimuleringar görs faktiskt något liknande, men annars är normalt beskrivningarna nedan mer effektiva och mer användbara för att förstå vad som pågår. I fall då de dominerande elektromagnetiska fälten är pålagda utifrån, till exempel jordens magnetfält för partikelrörelse i inre magnetosfären eller det externa magnetfältet i en tokamak (ringformig fusionsreaktor), kan man dock för många fenomen strunta i steg (2) och bara lösa (1). 

### Magnetohydrodynamik (MHD)
Huvudartikel: Magnetohydrodynamik
Magnetohydrodynamiken är läran om hur ledande vätskors flöde i magnetfält och deras påverkan på dessa. MHD beskriver alltså inte bara klassiska plasman utan även vissa andra medier, till exempel flytande metaller som kvicksilver. I MHD-beskrivningen karaktäriseras plasmat av sin täthet, hastighet och konduktivitet i varje punkt och tid, och eventuellt också av sin temperatur, entropi och andra termodynamiska storheter. MHD är en mycket användbar teori, vars giltighet för plasman kan visas för fenomen på tillräckligt långa tids- och rumsskalor. Ett viktigt resultat från MHD-teori är existensen av Alfvénvågor, vilka har frekvens långt under jonernas gyrofrekvens. Vågor på högre frekvenser klarar teorin inte av, eftersom elektroners och joners olika tröghet då leder till att de rör sig på helt olika sätt.

### Tvåfluidteori
För riktigt korta tids- och rumsskalor gör de olika partikelslagens (elektroner och joner) helt olika massa och därmed tröghet att det inte går att beskriva plasmat som en enda ledande fluid. Man kan då beskriva plasmat som två fluider, uppfyllande samma volym, alltså ungefär som luften kan beskrivas som en blandning av kväve och syre. Joner och elektroner beskrivs alltså med var sitt temperatur, täthet, hastighet osv. Tvåfluidteori är mycket användbar exempelvis för enkla beskrivningar av vågor på högre frekvenser än Alfvénvågor.

### Kinetisk teori
Grunden i en kinetisk beskrivning av plasmat är att införa en kontinuerlig fördelningsfunktion eller fasrumstäthet, som beskriver hur många partiklar det finns för varje hastighet och varje punkt i rummet. I verkligheten består ju plasmat av partiklar, så antagandet om kontinuitet är en approximation, men normalt en mycket god sådan. Kinetisk teori ger därför en kraftfull beskrivning av plasmat, men ekvationerna blir gärna komplicerade, och sin största användning har kinetiska teorin för beskrivning av vågor i plasmat. Kinetisk teori ger en komplett beskrivning av alla vågor i ett plasma, med de vågor som förutsägs av MHD- och tvåfluidteorierna som specialfall.

### Datorsimulering
Datorsimuleringar av plasman har växt fram som ett allt viktigare hjälpmedel i takt med datorteknikens utveckling. Datorsimuleringar kan utföras på många olika sätt. Olika typer av MHD- och fluidsimuleringar är vanliga, där rörelseekvationerna i MHD eller flerfluidmodeller löses numeriskt. Partikel-i-cell-simuleringar (PIC-simuleringar) är också vanliga, där ekvationerna för partikelrörelse löses direkt i olika approximationer.

## Plasmafysik i Sverige
Plasmafysik kan läsas på universitetsnivå vid flera universitet och högskolor. Teoretisk forskning inom ämnet bedrivs bland annat vid Umeå universitet, Uppsala universitet, Luleå tekniska universitet och på Chalmers i Göteborg. Laboratorieförsök görs vid Kungliga tekniska högskolan(KTH) i Stockholm. Dessutom tillkommer den omfattande rymdplasmaforskning som bedrivs inom ämnet rymdfysik vid Institutet för rymdfysik i Kiruna, Uppsala och Lund samt vid KTH.
Hannes Alfvén (1908-1995) fick nobelpriset i fysik 1970 för utvecklandet av magnetohydrodynamiken (MHD). Han är en av plasmafysikens portalfigurer.